# 태풍 짜미 (2018년)
필리핀에서는 슈퍼 태풍 팽(Super Typhoon Paeng)으로 알려진 태풍 짜미는 한 달 안에 일본에 영향을 미친 두 번째 태풍이었다. 제24호 열대성 폭풍이자 연간 태풍 시즌 중 10번째 태풍인 짜미는 9월 20일 괌 남동쪽 저기압 지역에서 발달했다. 다음날 열대성 폭풍으로 강화되었고, 9월 22일에는 태풍으로 강화되었다. 꾸준히 강화되어 9월 24일 말 최고 강도에 도달했다. 다음날 짜미는 속도를 늦추고 북쪽으로 표류했다. 용승으로 인해 약해지기 시작했다. 짜미는 9월 29일 가속되어 북동쪽으로 방향을 틀었고, 다음날 일본에 상륙했으며 10월 1일에 아열대 지방이 되었다. 온대 지방의 잔존물은 10월 8일에 완전히 소멸될 때까지 며칠 동안 지속되었다.
짜미는 태풍 제비 (2018년)의 영향을 아직 복구 중이던 일본에 추가 피해를 입혔다. 여러 국내선 항공편이 취소되면서 운송이 중단되었다. 380,000명 이상이 대피했다. 짜미로 인해 총 4명이 사망하고 수백 명이 부상을 입었다. 보험 손실액은 3,060억 엔(2018년 JPY, 26억 9천만 달러)으로 추산되었다.

## 같이 보기
- 태풍 멜로르 (2009년)
- 태풍 로키 (2011년)
- 태풍 마니 (2013년)
- 태풍 판폰 (2014년)
- 태풍 노루 (2017년)
- 태풍 제비 (2018년)